# 蓟平高速公路
蓟平高速公路是连接天津蓟县（现蓟州区）和北京平谷的省级高速公路，是津蓟高速公路的延长线，与京平高速公路相连。蓟平高速公路于2005年11月开工，2008年6月30日开通。工程起点与津蓟高速公路西部相接，终点至大岭后隧道与北京路段相接。路线全长15.5公里，其中包括两个隧道。蓟平高速公路由天津城市基础设施建设投资集团天津市城投集团高速公路投资建设发展公司投资建设。

## 路况
主线全长15.538公里，连接线长为2.361公里。全程为双向四车道，平原段设计行车时速达100公里，山区隧道部分时速达80公里。连接线采用四车道一级公路标准，设计行车时速60公里。
收费站：许家台、田家峪。